# 包帯包
繃帯包（ほうたいづつみ）は、大日本帝国陸軍で、繃帯材料を包んだ衛生材料の一種である。

## 概要
日本陸軍の繃帯包は、三九年式と大正七年式とがあった。
三九年式繃帯包は三角巾1枚、ヴィスコイド紙（セロファン紙）でつつんだ昇汞ガーゼ包（1包2枚）を縦約9cm、横約6cm、厚さ約2cmの大きさに圧縮し、包布でつつみ、両端を裏側に折り、茶木綿糸で縫い、その部分に製造年月日をしるした封緘紙を貼附してあった。
重さは約80gであり、主として戦時に傷者の手当に使用するとされ、戦時には出動当初から各人に支給された。上衣の左裾裏にある物入れ（ポケット）に入れて携行するものとされ、使用法は平時から兵全員に教育された。
戦時には医扱類の入組品とされ、平時にも救急用として使用する。
大正七年式は幅7.0cm、長さ4mの巻軸帯に昇汞ガーゼの幅30cm、長さ40cmの長方形のもの3枚をかさねて9つに折りたたんだものを長軸に一致するよう、かつ長軸方向に3倍にひろげて使用し得るようにぬいつけ、かたく巻いて圧縮し、これをヴィスコイド紙につつみ、蒸気滅菌したのち包布で密包した。
包布の表面には使用法が印刷されていた。
重量は約50g、通常、平時用。
その使用法は、包布を解き、三角巾を取って包帯の準備をし、包紙を破り、ガーゼをつまみ、物に触れないように開き、指の触れないところを傷口に当て、残りのガーゼをその上に重ね、三角巾で巻く。傷口が2箇所以上の場合は適宜、割り当てるとされた。